# Kurushima Michifusa
Kurushima Michifusa (来島 通総?   1562-1597), también conocido como Madasi, fue un almirante japonés durante el período Azuchi-Momoyama de la historia de Japón bajo el mando de Toyotomi Hideyoshi.
Michifusa fue el cuarto hijo de Kurushima Michiyasu (来島 通康?). Participó durante las invasiones japonesas a Corea y fue muerto durante la Batalla de Myeongnyang por las fuerzas de Yi Sun Sin.